# Дмитров (станция)
Дми́тров — узловая железнодорожная станция Савёловского направления и Большого кольца Московской железной дороги в одноимённом городе Московской области. Входит в Московско-Смоленский центр организации работы железнодорожных станций ДЦС-3 Московской дирекции управления движением. По основному характеру работы является участковой, по объёму работы отнесена ко 2 классу.
Время движения от Савёловского вокзала — 1 час 20 минут на пригородном электропоезде, 1 час 5 минут — на экспрессе.
Станция является узловой: между Яхромой и Дмитровом Большое кольцо ответвляется на восток в сторону поста 81 км и Александрова, при этом однопутные съезды есть со стороны обеих станций.
На станции заканчивается двухпутная линия от Москвы. Дальше к северу идёт уже однопутный участок Савёловского направления.

## История

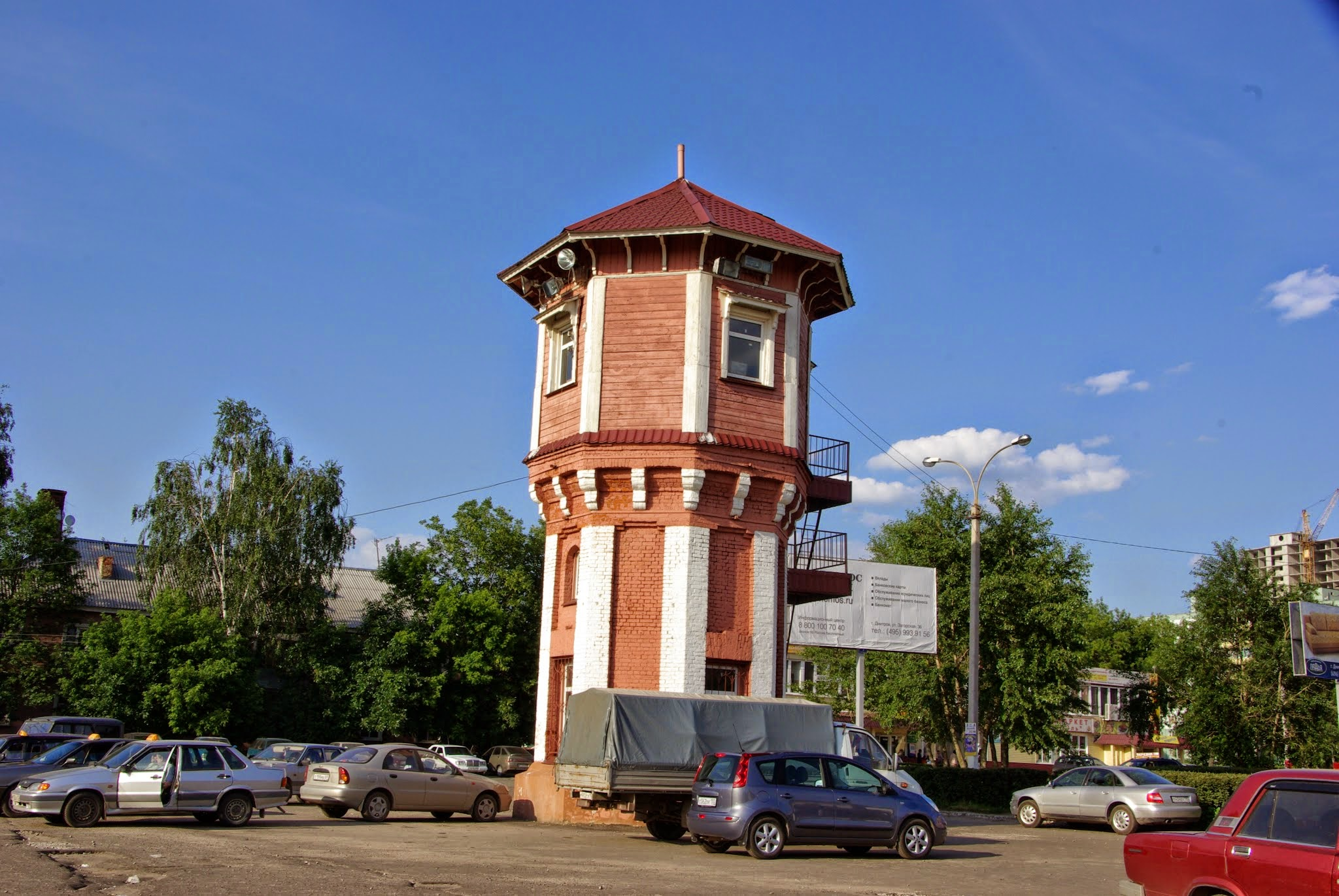
Водонапорная башня при железнодорожной станции Дмитров

Железнодорожная линия от Москвы на Савёлово построена в 1900 году по инициативе Саввы Мамонтова. Для заправки водой паровозов на станциях Икша, Дмитров, Савёлово были сооружены водонапорные башни.
Станция была открыта в 1901 году, регулярное пассажирское движение открылось в 1902 году. Из Дмитрова по расписаниям до 1917 года ходило 6 пар пригородных поездов до Москвы собственно из Дмитрова, и 2 проходящих пары пригородных поездов Москва — Савёлово по летнему графику, а по зимнему графику 2 пары пригородных поездов Москва-Дмитров и 2 пары пригородных поездов Москва-Савёлово. Поезда дальнего следования отсутствовали до 1921 года.
Во время Великой Отечественной войны от Дмитровской станции действовал бронепоезд № 73 НКВД под командованием капитана Малышева.
Электрификация дороги от Икши до Дмитрова была произведена в 1955 году. Электрическая тяга использовалась как для пассажирских поездов, так и для грузовых.

## Движение
Станция является конечной для части электропоездов. Помимо пригородных электропоездов главного хода Москва — Савёлово / Дубна / Дмитров, здесь останавливается также внутриобластной экспресс Москва — Дубна. С 2012 года дважды в сутки курсировал также экспресс Москва — Дмитров. С 2017 года экспресс следует до станции Можайск, с 21 ноября 2019 года в связи с открытием МЦД-1 данный экспресс отменён.
Через станцию Дмитров курсирует один поезд дальнего следования: Москва — Рыбинск.
Станция также относится и к Большому кольцу: работает одна пара кольцевого электропоезда Александров — Дмитров. Другие электропоезда по кольцу в Дмитров не заезжают. Ранее некоторые поезда следовали по Большому кольцу с заездом в Дмитров и сменой направления; на данный момент они все отменены или следуют непосредственно по участку Яхрома — Иванцево.

## Пассажирская инфраструктура

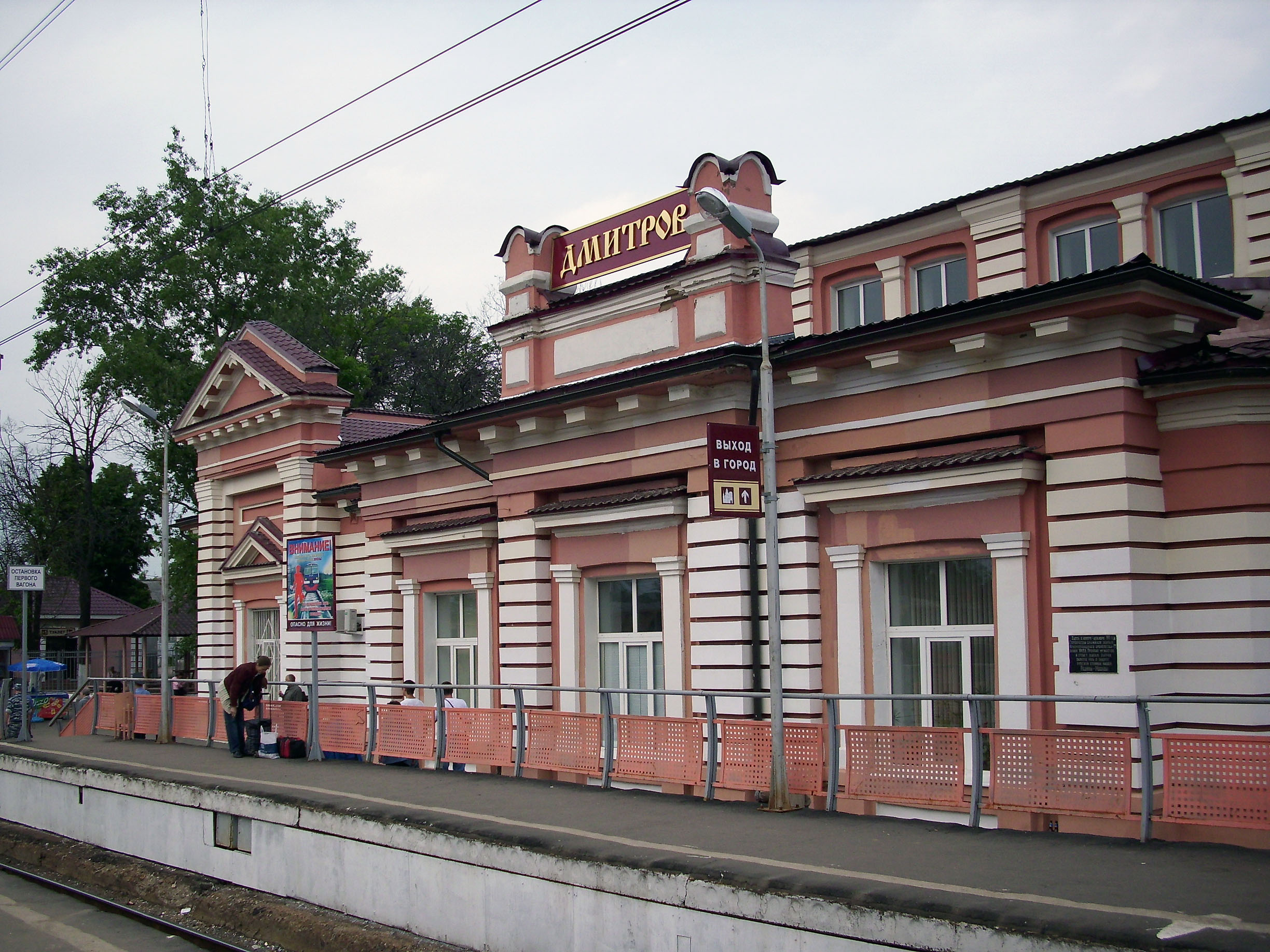
Железнодорожный вокзал Дмитрова

В здании железнодорожного вокзала для пассажиров отсутствует зал ожидания, урезанный, из-за размещения в самом здании турникетов на вход и выход со станции, а не на прилегающей к вокзалу территории.
На станции расположены две высокие пассажирские платформы: одна боковая и одна островная, соединены между собой настилом через пути у северного конца. Для электропоездов используются два главных пути. Вход на платформы с 2008 года оборудован турникетами АСОКУПЭ.
Вблизи платформ расположен автовокзал, откуда отходят автобусы. Проходящие, как в пределах Дмитрова и Дмитровского округа, так и соединяющие Дмитров с Москвой и населёнными пунктами Московской области (Талдом, Дубна, Запрудня, Лобня, Сергиев Посад).

## Предприятия железной дороги
На станции находятся:
- Линейный центр фирменного транспортного обслуживания;
- Пункт смотровых бригад вагонного эксплуатационного депо ВЧДЭ-13;
- Пункт экипировки ОМТО-3 Московской дирекции материально-технического обеспечения;
- База дистанции пути ПЧ-12;
- Зона таможенного контроля, вагонные весы;
- Подъездной путь ЭЧК;
- Пункт технического обслуживания и экипировки локомотивов;
- Тяговая подстанция Лобненской дистанции электроснабжения;
- ЛОМВД (линейный отдел Министерства внутренних дел РФ).

## Грузовая работа
Станция Дмитров является участковой станцией, и в её обязанности входит не только подача и уборка местных вагонов под погрузку и выгрузку, но и подборка и сортировка вагонов на 11 станциях: Белый Раст, Катуар, Икша, Яхрома, Иванцево, Каналстрой, Вербилки, Талдом, Соревнование, Большая Волга; Лобня (последняя станция не входит в участок обслуживания маневровыми тепловозами станции Дмитров). Все вышеперечисленные станции и их подъездные пути (кроме станции Лобня) также обрабатываются маневровыми тепловозами и составительскими бригадами станции Дмитров, протяжённость обслуживаемого участка составляет 165 км.
Станция Дмитров формирует поезда не только на станции, входящие в участок обслуживания, но и на станции Лобня, Орехово-Зуево, Бекасово-Сорт., Поварово-2, Александров-1.
Основные клиенты по грузовой работе: комбинат мостовых железобетонных конструкций (завод МЖБК), градообразующее предприятие, обслуживание его составляет около 80 % грузовой работы станции, а также Мостоотряд-90. Номенклатура грузов: металл, щебень, цемент.

## Путевое развитие

Путевое развитие станции в северной горловине

Станция имеет три перегона примыкания, 21 путь общей длиной более 8000 м; 37 централизованных и 15 ручных стрелочных переводов. Станция уложена на бетон, сохраняются небольшие деревянные вставки.
Также от станции на запад отходит припортовая ветвь общего пользования к пристани Дмитров.
2013 год — начало разработки проекта реконструкции станции с целью повышения её ёмкости и пропускной способности.
С марта 2014 года в оперативное подчинение передана станция пятого класса Иванцево Большого кольца.
С 2012 года развёрнута реконструкция станций и 55-километрового участка Большого кольца, начинающегося от станции Наугольный и прилегающего к Дмитрову и Яхроме, в ходе чего будет построен второй главный путь. От станции Иванцево будут идти 2 пути до станции Яхрома, и 2 пути до станции Дмитров.
Проектируется развитие железной дороги в сторону Савёлово (Кимры), целью которой является увеличение количества главных путей от Дмитрова до Савёлово до 2-х. В 2020—2021 годах велись подготовительные работы, частью которых стало обновление ЖД-инфраструктуры на участке Дмитров — Каналстрой летом 2021 г.

## Персонал
Персонал — 40 железнодорожников, начальник, 2 заместителя начальника, 12 дежурных по станции, 5 операторов при дежурном, 5 операторов поста централизации, 5 приёмосдатчиков, 10 составителей поездов.

Мемориальная доска на здании вокзала в Дмитрове